# Sikorsky
A Sikorsky Aircraft Corporation é uma fabricante norte-americana de helicópteros com sede em Stratford, Connecticut.

## História

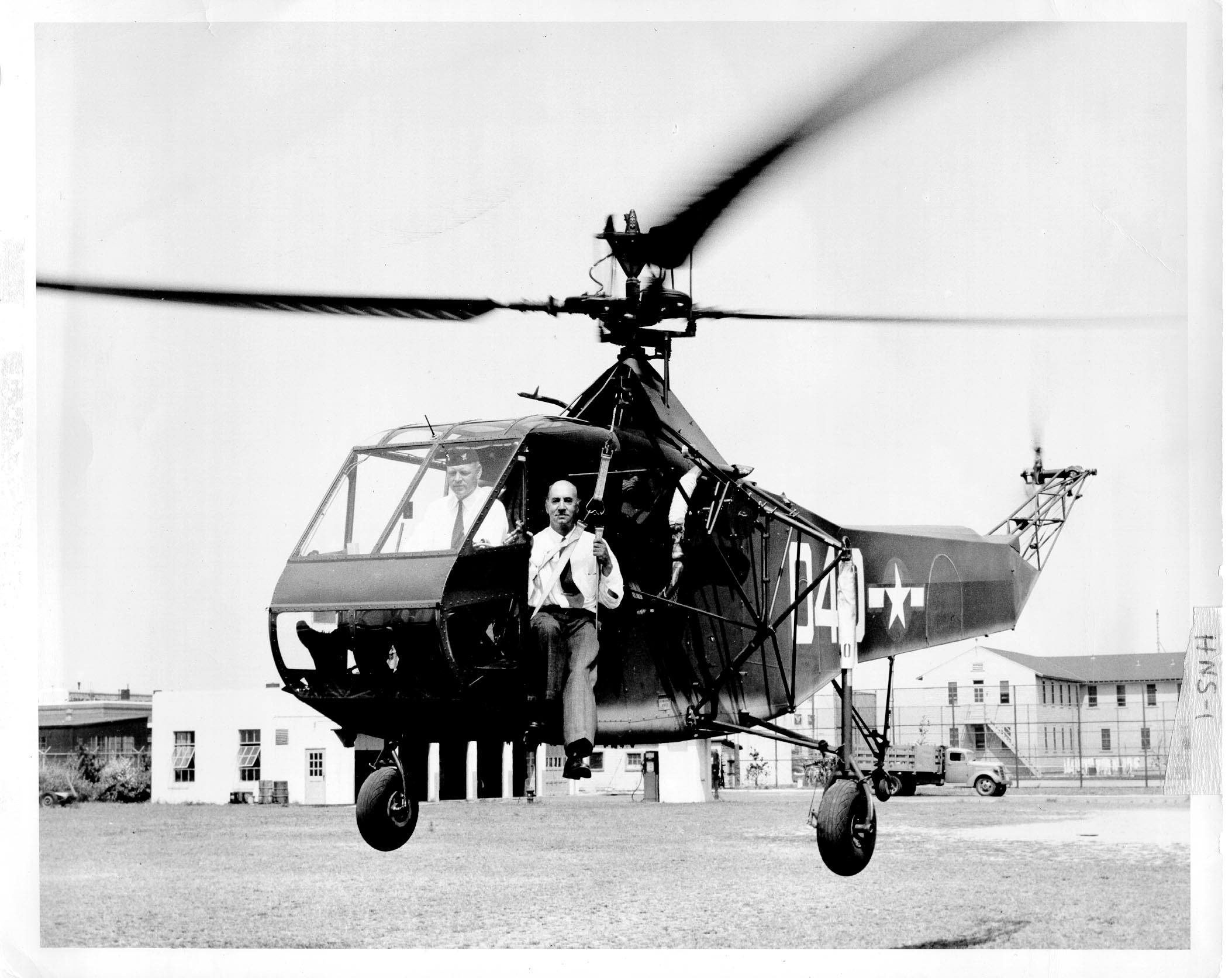
Igor Sikorsky e o Sikorsky R-4 em 1944.

A Sikorsky foi fundada em 1925 pelo engenheiro aeronáutico Igor Sikorsky, um imigrante russo nascido em Kiev. A empresa, chamada "Sikorsky Manufacturing Company", iniciou a produção de aviões em Roosevelt, New York naquele ano. Em 1929 a companhia mudou-se para Stratford, Connecticut. Se tornou parte da United Aircraft and Transport Corporation (agora United Technologies Corporation) em Julho daquele ano.
Igor Sikorsky desenvolveu o Sikorsky R-4, o primeiro helicóptero estável, totalmente controlável, a entrar em produção de larga-escala em 1942.
Hoje, a Sikorsky ainda é uma das principais fabricantes de helicóptero, produzindo modelos bem conhecidos como o UH-60 Black Hawk e o SH-60 Seahawk, assim como modelos experimentais como o Sikorsky S-72 X-Wing.

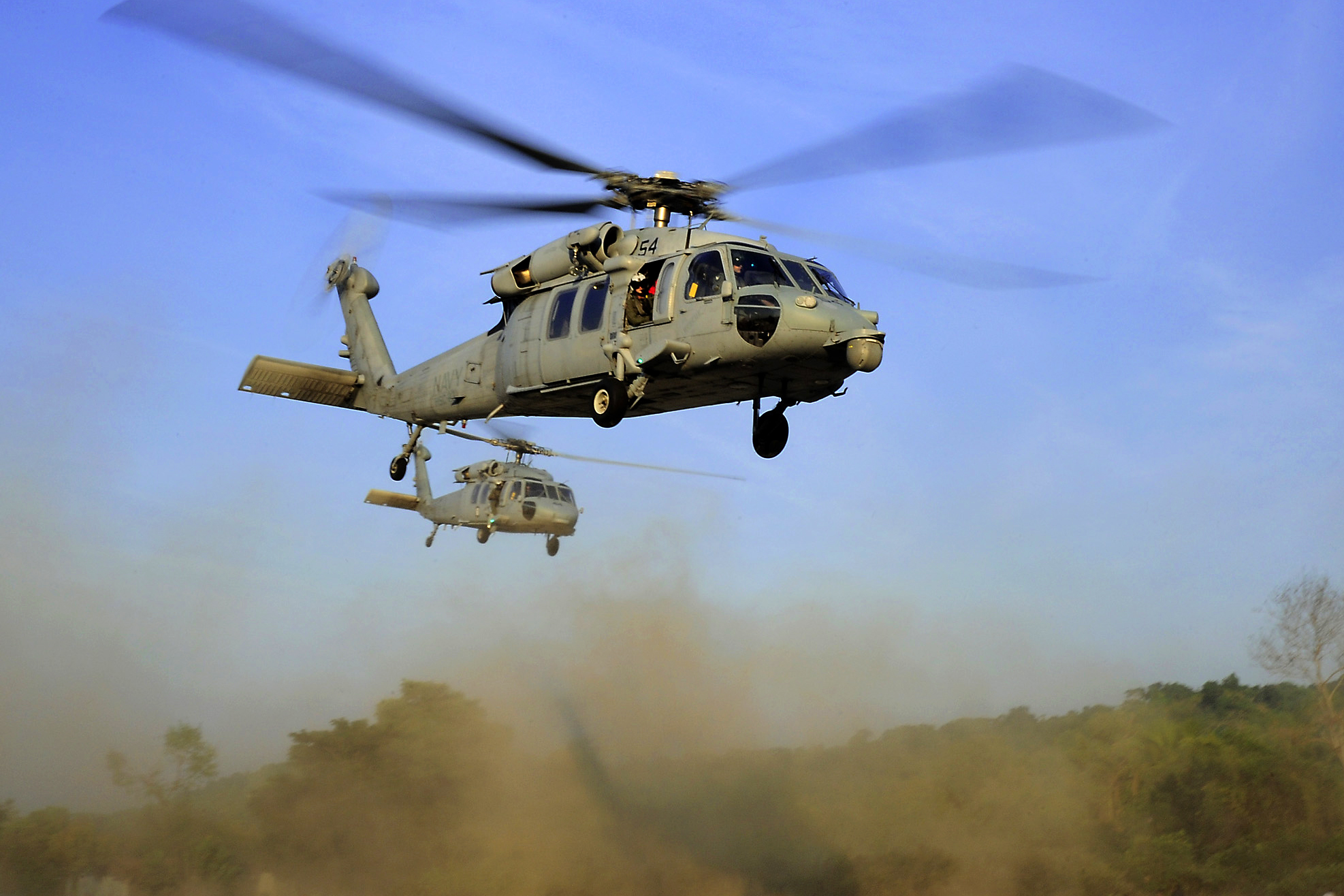
O UH-60 é um dos helicópteros mais produzidos pela Sikorsky.

A companhia adquiriu a Helicopter Support Inc. (H.S.I) em 1998.
UTC adquiriu a Schweizer Aircraft Corp em 2004, que agora opera como uma subsidiária da Sikorsky. O catálogo de produtos das duas empresas complementa-se, tendo a Sikorsky concentrada nos médios e grandes helicópteros, enquanto que a Schweizer produz pequenos helicópteros, UAVs, gliders, e aviões leves. O acordo com a Schweizer foi assinado em 26 de Agosto de 2004, exatamente uma semana depois da morte de Paul Schweizer, o fundador da empresa e dono majoritário. No final de 2005, A Sikorsky terminou a compra da Keystone Helicopter Corporation, localizada em Coatesville, Pensilvânia.
Em Fevereiro de 2009, foi criada a Sikorsky Global Helicopters, como uma unidade de negócios da Sikorsky Aircraft como foco na construção e marketing de helicópteros comerciais. A unidade de negócios combina os principais helicópteros civis que foram produzidos pela Sikorsky Aircraft e o negócio de helicópteros da Schweizer Aircraft que a Sikorsky adquiriu em 2004. Tem sede em Coatesville, Pennsylvania.